# 特溫福爾斯
特温福尔斯（英語：Twin Falls）是美國愛達荷州南部特溫福爾斯縣一個城市，也是特溫福爾斯縣的縣治，1904年成立。2003年面積31.1平方公里（12.0 mi²），人口36,742人，每平方公里1,108.2人。

## 知名人物
- 马克·费尔特，水门事件中的深喉

## 外部連結
- City of Twin Falls （页面存档备份，存于）